# Heteroliodon occipitalis
Espèce
Synonymes
- Pseudoxyrhopus occipitalis Boulenger, 1896
- Heteroliodon torquatus Boettger, 1913

Statut de conservation UICN

 LC  : Préoccupation mineure
Heteroliodon occipitalis est une espèce de serpents de la famille des Lamprophiidae. 

## Répartition
Cette espèce est endémique de Madagascar.

## Description

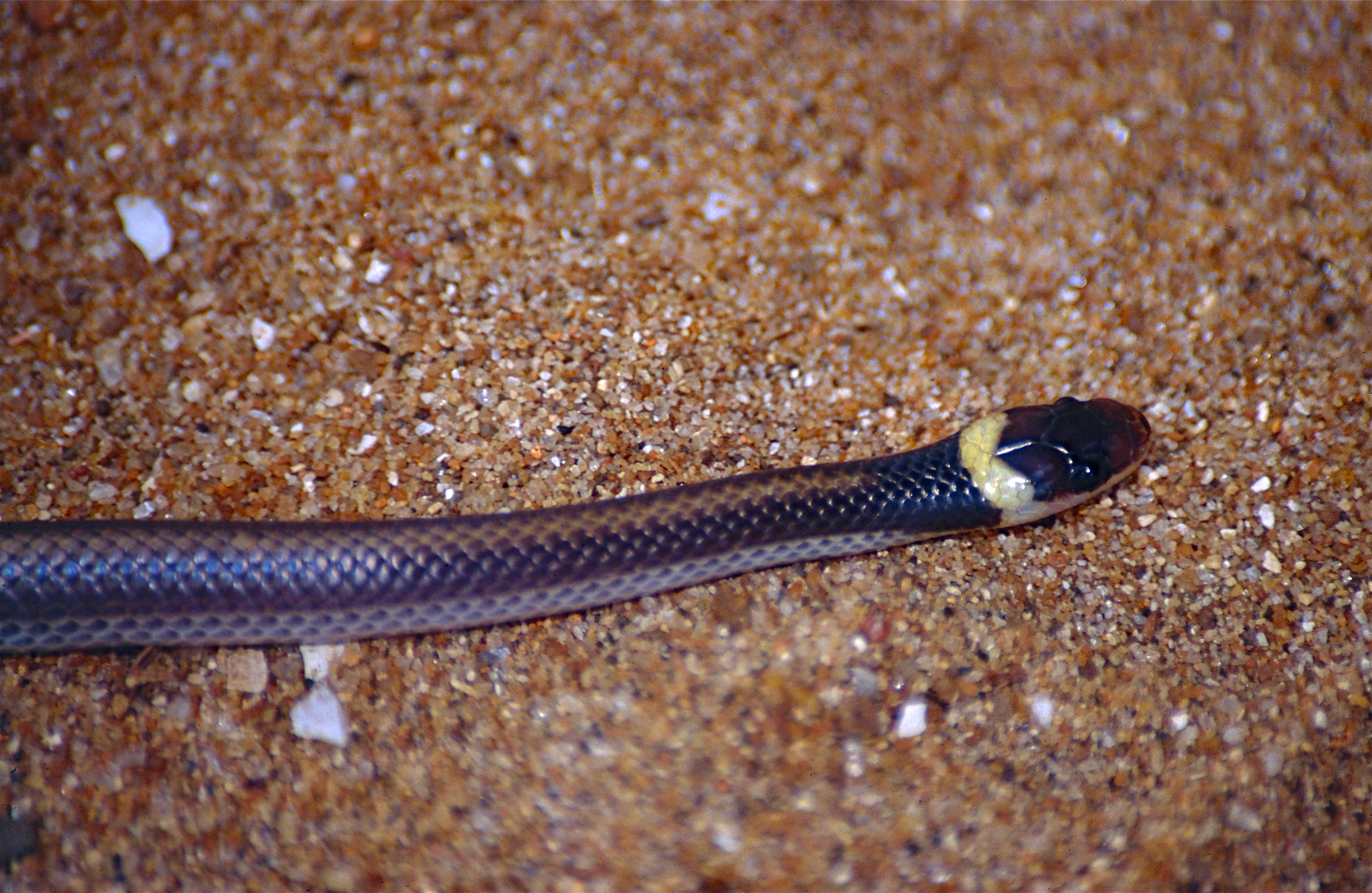

L'holotype de Heteroliodon occipitalis mesure 310 mm dont 70 mm pour la queue. Cette espèce a la face dorsale brun pâle avec des écailles bordées de clair et présentant deux lignes longitudinales sombres. Le dessus et les côtés de sa tête ainsi que sa nuque sont blanc jaunâtre. Sa face ventrale est uniformément blanche.

## Publication originale
- Boulenger, 1896 : Catalogue of the snakes in the British Museum. London, Taylor & Francis, vol. 3, p. 1-727 (texte intégral).